# Marilia fusca
Marilia fusca is een schietmot uit de familie Odontoceridae. De soort komt voor in het Australaziatisch gebied.